# Аккави
Акка́ви (араб. جبنة عكاوي‎, ивр. עכואית‎, также Акави, Акавие) — белый рассольный сыр, происходящий из города Акра, Израиль.

## Этимология
Сыр Аккави назван в честь израильского города Акко. Аккави в переводе с арабского означает «из Акки». В настоящее время большая часть этого сыра производится именно на этой территории, откуда он поступает на арабские рынки.

## Производство и хранение
Аккави обычно готовят из сырого или непастеризованного коровьего молока, но также можно приготовить из козьего или овечьего молока. Этот сыр в основном производится на Ближнем Востоке, в частности в Израиле, ПА, Ливане, Иордании, Сирии, Египте и на Кипре. В этих регионах люди обычно едят его с мягким лепёшечным хлебом во время обеда и ужина. Аккави вручную упаковывают в квадратные дренажные кольца, а затем выдерживают в солёной сыворотке в течение двух дней.

## Текстура и вкус
Цвет белый, имеет гладкую текстуру и мягкий солёный вкус. Может варьироваться в зависимости от типа используемого молока. Коровье молоко, обычно, более жирное, от этого и вкус сыра будет более маслянистый. Он обычно используется в качестве столового сыра, который едят сам по себе или в паре с фруктами.
Текстуру можно сравнить с моцареллой, фетой или мизитрой, так как она не легко тает. Аккави может храниться до года. Текстура и вкус являются результатом его специфического брожения из творога. Когда аккай превращается в сыр он обычно хранится дольше, чем простой сыр с творогом, как, например, сирийский сыр.

## История
С производством аккави на Ближнем Востоке часто были проблемы. Во время Гражданской войны в Ливане были убиты молочные животные, и стране пришлось импортировать аккави из Восточной Европы. В 2011 году производители сыра Аккави располагались в районах Кипра, Ливана и Сирии.